# Anua despecta
Anua despecta är en fjärilsart som beskrevs av Holland 1894. Anua despecta ingår i släktet Anua och familjen nattflyn. Inga underarter finns listade i Catalogue of Life.